# Acid permanganic
Acid permanganic (hay acid manganic(VII)) là hợp chất vô cơ có công thức HMnO4. Acid oxo mạnh này đã được phân lập trong trạng thái 2 nước của nó. Nó là acid liên hợp của muối permanganat. Đây là chủ đề của một vài ấn phẩm và đặc tính cũng như cách sử dụng của nó rất hạn chế do tính không ổn định của nó.

### Điều chế và cấu trúc
Acid permanganic thường được điều chế bằng phản ứng của acid sulfuric loãng với dung dịch bari permanganat, sản phẩm phụ bari sulfat không hòa tan được loại bỏ bằng cách lọc:
Ba(MnO4)2 + H2SO4 → 2HMnO4 + BaSO4↓
Acid sulfuric được sử dụng phải được pha loãng; phản ứng của thuốc tím với acid sulfuric đậm đặc tạo ra anhydride, mangan(VII) oxide.
Acid permanganic cũng đã được điều chế thông qua phản ứng của acid hexafluorosilixic(IV) với kali permanganat, thông qua điện phân và qua quá trình thủy phân mangan(VII) oxide, mặc dù phản ứng cuối thường gây ra vụ nổ.
Acid permanganic tinh thể đã được điều chế ở nhiệt độ thấp dưới dạng dihydrat, HMnO4·2H2O.
Mặc dù cấu trúc của nó chưa được xác minh bằng phương pháp quang phổ hoặc tinh thể, nhưng HMnO4 được cho là có cấu trúc tứ diện gần giống với acid perchloric.

## Phản ứng
Là một acid mạnh, HMnO4 bị khử liên kết để tạo thành các thuốc tím có màu tím đậm. Kali permanganat, KMnO4, là một chất oxy hóa được sử dụng rộng rãi, linh hoạt và mạnh mẽ.
Các dung dịch acid permanganic không ổn định, và dần dần phân hủy thành mangan(IV) oxide, oxy và nước, với mangan(IV) oxide được hình thành ban đầu xúc tác cho sự phân hủy tiếp theo. Sự phân hủy được tăng tốc bởi nhiệt, ánh sáng và acid. Dung dịch đậm đặc phân hủy nhanh hơn pha loãng.
Không uống được